# Paklonauti
Paklonauti je strip epizoda Dilana Doga objavljena premijerno u Srbiji u svesci #225. u izdanju Veselog četvrtka. Na kioscima se pojavila 15. maja 2025. Koštala je 450 dinara (3,8 €; 4,1 $). Imala je 94 strane.

## Originalna epizoda
Originalna epizoda pod nazivom Gli infernauti objavljena je premijerno u #434. regularne edicije Dilana Doga u Italiji u izdanju Bonelija. Izašla je 29.10.2022. Koštala je 4,9 €. Scenario je napisao i epizodu nacrtao Điđi Simeoni. Naslovnu stranu su nacrtali braća Đanluka i Raul Čestaro.

## Kratak sadržaj
Na gradilištu na kome se gradi nova linija Londonskog metroa, radovima rukovodi dr Brajdz, koja nailazi na neverovatno otkriće nakon što su iskopali novu rupu u dubini od 10 metara. Istovremeno, u Ruzu, južni Vels, penzioner umire dok prebacuje kanale, raspadajući se u svojoj stolici u paramparčad. Inspektor Blok, zajedno sa Ranijem i Karpenterom, diskutuje o ovom problemu, a oboje se podsećaju sličlnih događaja od pre nekoliko godina (Pogledati epizodu #199: Gledanje u ambis.) Dr Brajdz dolazi kod Dilana i obraća mu se za pomoć. Kada stignu do gradilišta i vide šta se nalazi u prostoriji ispod iskopine, Dilan je zaprepašćen — stvar ga podseća na stvorenje kao iz mašte H. F. Lavkrafta ili na nešto opisano u njegovim romanima o Ktuluu. Na gradilištu se pojavljuje i inspektor Blok, koji kaže da ima 72 sata da reši ovaj problem, i ponovo podseća Dilana na ubistvo penzionera Džordža Dejvisa i događaje od pre nekoliko godina

## Veza sa ranijim epizodama
Epizoda je nastavak epizode Gledanje u ambis (#199).

## Kraj Rekionijeve ere
Ovo je poslednja epizoda serijala koju je uredio R. Rekioni. Od naredne epizode serijal se vraća na period pre udara Meteora (opisano u #178-191), a uredničko mesto preuzima Barbara Baraldi.

## Prethodna i naredna sveska
Prethodna sveska regularne edicije nosila je naslov Jahači munje (#224), a naredna Dva minuta do ponoći (#226).
Pogledati: Dilan Dog (spisak epizoda)